# Warsonofiusz (Wichwielin)
Warsonofiusz, imię świeckie Wasilij Wasiljewicz Wichwielin (ur. 2 października?/14 października 1863 w Petersburgu, zm. 6 sierpnia 1934 w Wołogdzie) – rosyjski biskup prawosławny.

## Życiorys
Pochodził z rodziny urzędnika. Po ukończeniu gimnazjum, z błogosławieństwa Jana Kronsztadzkiego wstąpił do Nadmorskiej Pustelni Trójcy Świętej i św. Sergiusza z Radoneża jako posłusznik i przeżył w monasterze jedenaście lat, nie składając jednak żadnych ślubów. W 1897 podjął naukę w Petersburskiej Akademii Duchownej jako wolny słuchacz. Wieczyste śluby mnisze złożył w 1901 i w tym samym roku przyjął święcenia kapłańskie. Uzyskał dyplom końcowy akademii i został asystentem nadzorcy szkoły duchownej w Słucku, a następnie inspektorem seminarium duchownego w Archangielsku. W 1907 otrzymał godność archimandryty i został przełożonym monasteru Artemiusza Wierkolskiego.
26 sierpnia 1910 w soborze Trójcy Świętej w Archangielsku został wyświęcony na biskupa kiemskiego, wikariusza eparchii archangielskiej. W 1913 jego tytuł uległ zmianie na biskup pinieski. Jeszcze w tym samym roku przeniesiono go do eparchii ołonieckiej, także jako jej wikariusza, z tytułem biskupa kargopolskiego. Od września 1921 był natomiast biskupem nikolski, wikariuszem eparchii wołogodzkiej.
We wrześniu 1923, na prośbę wiernych eparchii archangielskiej, patriarcha moskiewski i całej Rusi Tichon mianował Warsonofiusza administratorem eparchii archangielskiej w związku z przedłużającym się brakiem ordynariusza eparchii (biskup Antoni został aresztowany jeszcze w roku poprzednim). Już w listopadzie tego samego roku biskup Warsonofiusz również trafił do więzienia razem z niemal całym duchowieństwem służącym w Archangielsku po tym, gdy wierni wypędzili z soboru katedralnego w mieście należącego do Żywej Cerkwi biskupa Włodzimierza. Aresztowanego biskupa wywieziono do Kargopola, gdzie wystąpił jako świadek w procesie swojego brata Piotra, przełożonego monasteru Zaśnięcia Matki Bożej. Sam został w 1924 skazany na trzyletnie zesłanie do Kraju Narymskiego. W 1926 kara została przedłużona i hierarchę przewieziono do guberni irkuckiej, a w 1929 – do obwodu wołogodzkiego. Według niektórych źródeł w 1925 Warsonofiusz (Wichwielin) był biskupem wielkoustiuskim.
Biskup Warsonofiusz wypowiedział posłuszeństwo zastępcy locum tenens Patriarchatu Moskiewskiego metropolicie Sergiuszowi w związku z jego deklaracją lojalności wobec władz radzieckich. Gdy w 1929 zakończył odbywanie kary zesłania, udał się do Leningradu i tam związał się z josifianami. Już po roku aresztowano go ponownie. Powtórnie został skazany na zesłanie i trafił do obwodu wołogodzkiego. Według innych świadectw został zatrzymany w 1931 w monasterze św. Cyryla Czełmogorskiego pod Kargopolem razem z jego przełożonym schiarchimandrytą Tichonem i pięcioma mnichami i dopiero w tym roku został wywieziony do obwodu wołogodzkiego. Tam też zmarł.